# إنتاجية زراعية

إنتاج الغذاء للفرد الواحد منذ عام 1961

تقاس الإنتاجية الزراعية على أنها نسبة المخرجات إلى المدخلات الزراعية، في حين أن المنتجات الفردية تقاس عادة بالوزن، فإن كثافتها المتباينة تجعل قياس الناتج الزراعي الكلي صعباً.  لذلك، عادة ما يتم قياس الناتج باعنباره القيمة السوقية للمنتج النهائي، والذي يستثني المنتجات الوسيطة مثل العلف في تربية المواشي لإنتاج اللحوم.
يمكن مقارنة قيمة الإنتاج  بالعديد من الأنواع المختلفة من المدخلات مثل العمالة والأرض (المحصول) و تسمى هذه المقاييس الجزئية للإنتاجية . ويمكن قياس الإنتاجية الزراعية أيضًا عن طريق ما يسمى بإنتاجية العامل الكلي (TFP). تقارن هذه الطريقة لحساب الإنتاجية الزراعية مؤشر المدخلات الزراعية بمؤشر للنواتج. تم إنشاء هذا المقياس للإنتاجية الزراعية لمعالجة عيوب المقاييس الجزئية للإنتاجية ؛ فأنه غالبا ما يكون من الصعب تحديد العوامل التي تسبب لهم تغيير. عادة ما تُعزى التغييرات في TFP إلى التحسينات التكنولوجية.

## مصادر الانتاجية الزراعية

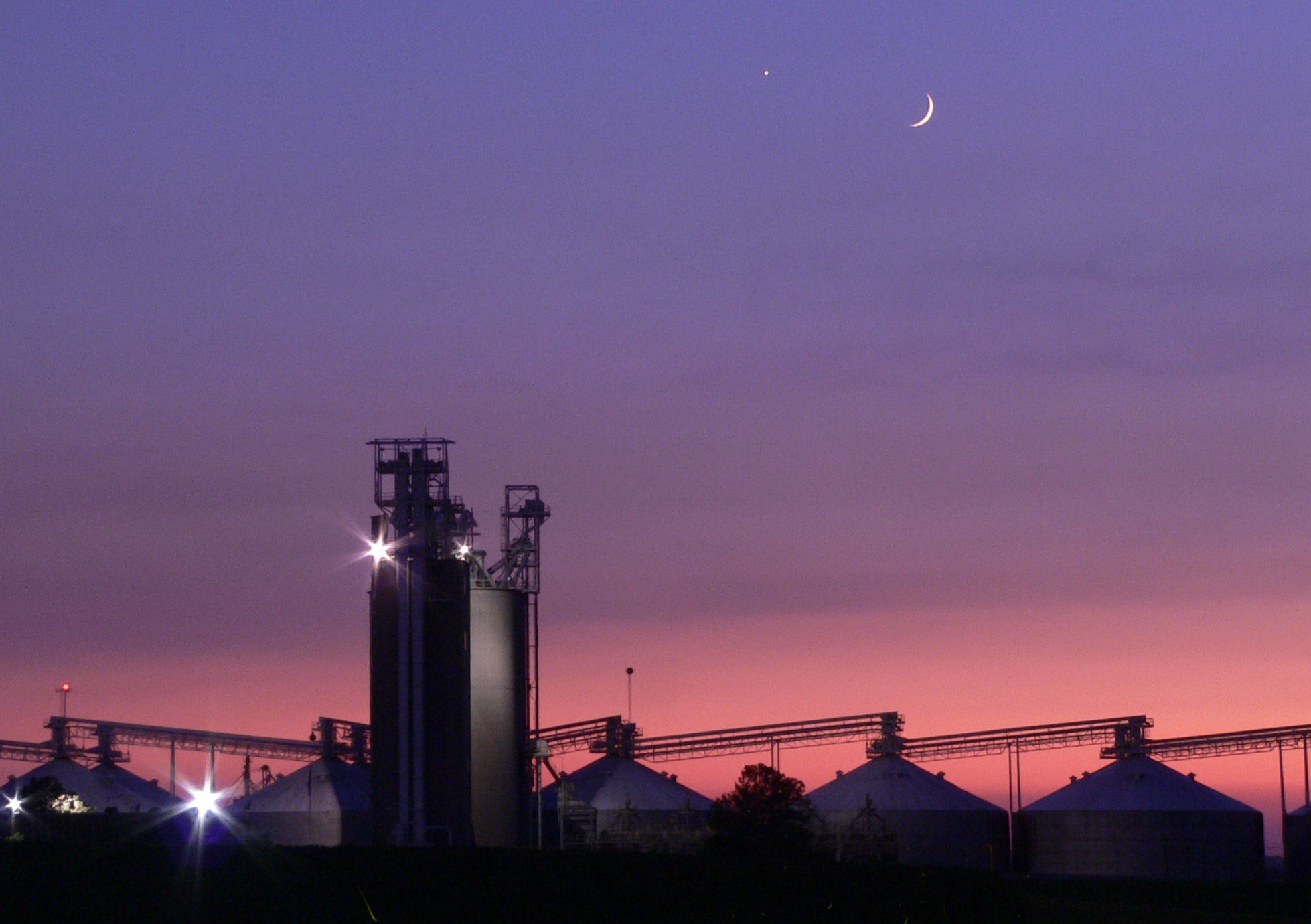
منشآت إنتاج الحبوب

عائدات القمح في البلدان الأقل نماءً منذ عام 1961. بدأ الارتفاع الحاد في غلة المحاصيل في الولايات المتحدة في أربعينيات القرن العشرين. كانت النسبة المئوية للنمو أسرع في مرحلة النمو السريع المبكر. في البلدان النامية لا تزال غلال الذرة ترتفع بسرعة.